# Pharos
Pharos è un EP del musicista norvegese Ihsahn, pubblicato nel 2020 dalla Candlelight Records.

## Tracce
1. Losing Altitude – 4:06
2. Spectre at the Feast – 4:18
3. Pharos – 5:45
4. Roads (cover dei Portishead) – 5:31
5. Manhattan Skyline (cover degli A-Ha) – 4:50

## Formazione
- Ihsahn - voce, chitarra, basso, tastiere
- Tobias Ørnes Andersen - batteria